# دينق ألور
دينق ألور كوال (بالإنجليزية: Deng Alor Kuol)‏ سياسي من جنوب السودان ، شغل عدة مناصب أهمها وزير خارجية السودان قبل الانفصال في الفترة من 16 أكتوبر 2007 إلى 30 مايو 2010 خلفاً للدكتور لام أكول ، كما شغل منصب وزير التعاون الإقليمي في حكومة الجنوب بعد انفصال جنوب السودان. خريج جامعة الإسكندرية - كلية الآداب - قسم اللغة الإنجليزية. عمل في السلك الدبلوماسي لفترة وجيزة، ومن ثم التحق بالجيش الشعبي لتحرير السودان. كان من المقربين إلى جون قرنق وعمل في مكتبه، وأيضا مقرب من سالفا كير رئيس حكومة جنوب السودان، وهو من أبناء دينكا نقوك، القبيلة التي تنازع قبيلة المسيرية ذات الأصول العربية السيطرة على منطقة أبيي. شارك في كل المفاوضات بين الحركة والحكومة، شغل منصب سكرتير العلاقات الخارجية في الحركة الشعبية لتحرير السودان - بمثابة وزير خارجية - وكان المتحدث الرسمي للحركة لفترة، وأيضا شغل منصب حاكم بحر الغزال في ما يعرف بالأراضي المحررة خلال فترة الحرب. وهو مسؤول ملف أبيي في الحركة، ويعتبر من الزعماء الكبار في الحركة، يتحدث لغة الدينكا إلى جانب العربية والإنجليزية. تولى منصب وزير شؤون رئاسة مجلس الوزراء في الحكومة الاتحادية بعد اتفاقية السلام الشامل، ومن ثم وزيرا للخارجية السودانية، وقبل الانتخابات، وفي التشكيل الوزاري، عاد ليعمل وزيرا للتعاون الإقليمي، وهو منصب يوازي وزير الخارجية في الخرطوم.يعتنق الديانة المسيحية.